# X-Y-Z
X・Y・Z（エクス・ワイ・ズィー、エックス・ワイ・ゼット）とは、ラムをベース（基酒）とするカクテルであり、ショートドリンク（ショートカクテル）に分類される。

## 由来
このカクテルの名称の正確な由来は不明。一説には、XYZがアルファベットの最後であることから、「これ以上良いものは無い究極のカクテル」・「これ以上のものは作れない究極のカクテル」という意味合いが込められているともされる。他にも、「もう後が無い」・「最後の」といった意味が込められているとする説や、「今夜はこれで終わり」という意味で寝酒を表すという説もある。
また、海外での一般的な用法に合わせ「レシピは秘密」という意味との説がある。

## レシピ
標準的なレシピは
ラム：コアントロー：レモン・ジュース = 2：1：1
である。

### 作り方
ラム、コアントロー、レモンジュースをシェークし、カクテル・グラス（容量75〜90ml程度）に注げば完成である。なお、レモン・ジュースは、その場でレモンを絞ったものを使用するのがベストであるが、市販のジュースを用いても良い。

### その他のレシピ
X・Y・Zには、比較的有名なレシピが他にもあり、それは
ラム：コアントロー：レモン・ジュース = 1：1：1
という、ラム、コアントロー、レモンジュースを、全て等量ずつ混ぜ合わせると言うレシピである。なお、作り方は、全く同じである。

### 応用
アルコール度数を強く感じるなら、レモン・ジュースの割合を増やすという方法がある。甘味を加えると、更に飲みやすくなるとされるので、砂糖（又はシュガー・シロップ）を入れることもある。砂糖などの甘味料を加えるのではなく、コアントローの量を増やして、より甘く作ることもある。
コアントローの代わりに、ホワイト・キュラソーやトリプル・セックを用いても良い。なお、コアントローの代用については、上記「その他のレシピ」節に挙げられているレシピでも同様である。
色が問題になることの少ないカクテルなので、ラムは、ホワイト、ゴールド、ダークのどの色を用いても構わない。したがって、ラムの種類を変えることでも味の調整を行うことができる。色が自由なので、ライト、ミディアム、ヘヴィのどのタイプのラムでも用いることができる。しかし、スパイスド・ラムは、通常、X・Y・Zのベースとしては用いられない。

## バリエーション
コアントローを半量とし、その分、グレナデン・シロップを加えると、「ビューティフル」となるが、X・Y・Zとは異なり、ラムの色が限定される。標準的なレシピは、「ホワイト・ラム：レモン・ジュース：コアントロー：グレナデン・シロップ = 4：2：1：1」で、グレナデン・シロップの色を前面に出すためなどの理由により、ラムにホワイト・ラムが指定されている点が、X・Y・Zとの違いとなっている。なお、コアントローの代用については、X・Y・Zと同じである。
ラムをブランデーへ変えると「サイドカー」に、ウォッカへ変えると「バラライカ」に、ドライ・ジンへ変えると「ホワイト・レディ」に、ウイスキーへ変えると「ウイスキー・サイドカー」に、焼酎へ変えると「焼酎・サイドカー」（酎・サイドカー）になる。

また、ラムをテキーラに変えたものを「マルガリータ」とすることもあるが、マルガリータはダイキリのバリエーションとされることもあり、マルガリータを単純に何のバリエーションであるとは言えない。カミカゼもマルガリータ同様サイドカーのバリエーションともダイキリのバリエーションともされるので、マルガリータはカミカゼのバリエーションであるともされる。

## 使用されるラムの色
一説によると、X・Y・Zは、サイドカーのレシピを参考にして、そのバリエーションとして作られたカクテルとも言われている。
ブランデーは樽熟成を行うため、茶褐色の色が付いているのが一般的で、銘柄によって色味はまちまち。よって、ブランデーベースのカクテルであるサイドカーは、基酒であるブランデーの色により、ブランデー以外の材料が同じであっても、出来上がりの色は変わってしまう。
一般的なラムベースのカクテルでは、カクテルの出来上がりの色が問題とされることも多く、その場合、ホワイト・ラムが指定されるのが普通である。
しかし、X・Y・Zはサイドカーが基本となって作られたとされる説を取るならば、サイドカーと同様に、出来上がりの色は問題とされない。事実、X・Y・Zは、出来上がりの色が問題にされないカクテルであることを明記している文献も存在する。
したがって、X・Y・Zの基酒には、様々な色のラムが選択されるという特徴がある。換言するならば、X・Y・Zの場合、基酒のラムを選ぶ際に、そのラムの色が制約にならないことを意味する。

## X・Y・Zが登場する作品
シティーハンター
本作において、このカクテルは「主人公に助けを依頼するための合図」として登場する。つまり、「もう後がない」=「助けてくれ」という意味である。主人公の目の付く場所（主に新宿駅東口の伝言板）に"XYZ"と書くことが依頼方法になるという一種の暗号になっているが、作中最初期には、実際にカクテルで助けを依頼されることもあった。
野獣死すべし
大藪春彦原作、松田優作主演の映画。松田演じる主人公が、彼を追ってきた刑事を相手に夜汽車の中でロシアンルーレットを始める。銃口を突き付けたままリップ・ヴァン・ウィンクルの話をするくだりで、ウィンクルが寝る前に小人にもらった酒としてこのカクテルの名に言及し「これで終わりって酒だ」と語ると同時に引き金を絞る。カクテルそのものは劇中には登場していない。
ペルソナ3
型破りな僧侶・無達が、主人公にこのカクテルを紹介するくだりがある。
その中で「"もう後がない"とか"これで終わり"とか、漫画や映画の悪いイメージがあるが…」というセリフがある。
ウィンター・ホリデー
元ホストの主人公・沖田大和（おきた やまと）が、元雇い主にしておかまの「彼女」ジャスミンを「最高の」彼女と噛み締めながら飲んでいたカクテルとして登場する。
名探偵コナン エピソード“ONE” 小さくなった名探偵
本作の冒頭、あるバーで黒ずくめの組織のウォッカとジンが組織に潜り込んでいるスパイに「これで終わりって酒だ」と言いながら差し出す。スパイはそれを聞いて動揺しながら店を後にするも、直後に爆殺される。